# علوش (مصر)
قرية علوش هي إحدى القرى التابعة لمركز مرسى مطروح في محافظة مطروح في جمهورية مصر العربية. حسب إحصاءات سنة 2018، بلغ إجمالي السكان في علوش 1,659 نسمة، منهم 847 رجل و 812 امرأة.